# Сиуа
Си́уа (также сива, сиви, тасиуит) — один из берберо-ливийских языков. Распространён в оазисах Сива и Кара в северо-западной части Египта. Вместе с языками ауджила, сокна, фоджаха и гхадамес, распространёнными в оазисах Ливии, образуют восточноберберскую ветвь берберо-ливийских языков.

## Ареал и численность
Область распространения языка сиуа находится в крайне восточной части берберского ареала — в нескольких селениях в западных районах оазиса Сива и в оазисе Кара на северо-западе Египта в приграничных районах с Ливией (в мухафазе Матрух).
Данные в источниках о численности носителей сиуа существенно различаются. Согласно справочнику языков «Ethnologue» число говорящих — около 30 тыс. чел. (2006), согласно данным организации «The Joshua Project» — около 32 тыс. чел., по информации «Атласа исчезающих языков мира» ЮНЕСКО — 15 тыс. чел. (2008), также имеются оценочные данные в 20 тыс. чел. (1999) (сайт «Berberworld» и институт эволюционной антропологии общества Макса Планка), в 10 тыс. чел. (в статье «Берберо-ливийские языки» А. Ю. Милитарёва, опубликованной в лингвистическом энциклопедическом словаре, 1990), а также в 5 тыс. чел. (World Oral Literature Project). В своей работе «Siwa and its significance for Arabic dialectology» Lameen Souag, ссылаясь на перепись населения Египта 2006 года, приводит цифру говорящих на сиуа в 15 886 чел., исключив жителей арабоязычных селений на востоке Сивы из общего числа жителей оазиса, и включив бербероязычное население оазиса Кара (около 300 чел.). Носители сиуа двуязычны, большинство из них также говорит на арабском, но язык сиуа при этом продолжают использовать все возрастные группы берберов.

## Вопросы классификации
Во всех классификациях берберо-ливийских языков сиуа относится к восточноберберской ветви этой подсемьи, в отношении же определения места сиуа во внутренней дифференциации восточноберберских языков существуют расхождения. В классификации, опубликованной в справочнике языков «Ethnologue», сиуа противостоит, образующим отдельную группу в восточноберберских, языкам ауджила и сокна. В классификации голландского лингвиста М. Коссманна (Maarten Kossmann) сиуа вместе с языками сокна и нефуса составляют группу восточноберберских языков, противостоящую группе, которая включает языки гхадамес и ауджила.

## Лингвистическая характеристика
Для сиуа характерен ряд языковых особенностей, некоторые из которых обособляют его от одних восточноберберских языков и сближают его с другими восточноберберскими языками. Так, например, употребление особого синтетического пассива с показателем -i- обособляют от других сиуа и ауджила, а порядок слов SVO характеризует отдельно от других сиуа и фоджаха (в остальных восточноберберских языках порядок слов преимущественно VSO). Также сиуа отличается большим количеством лексических заимствований из египетского диалекта арабского языка (значительным является влияние арабского и на морфологию и синтаксис сиуа) и отсутствием заимствований из итальянского, характерных для восточноберберских языков Ливии.